# Amina Pirani Maggi

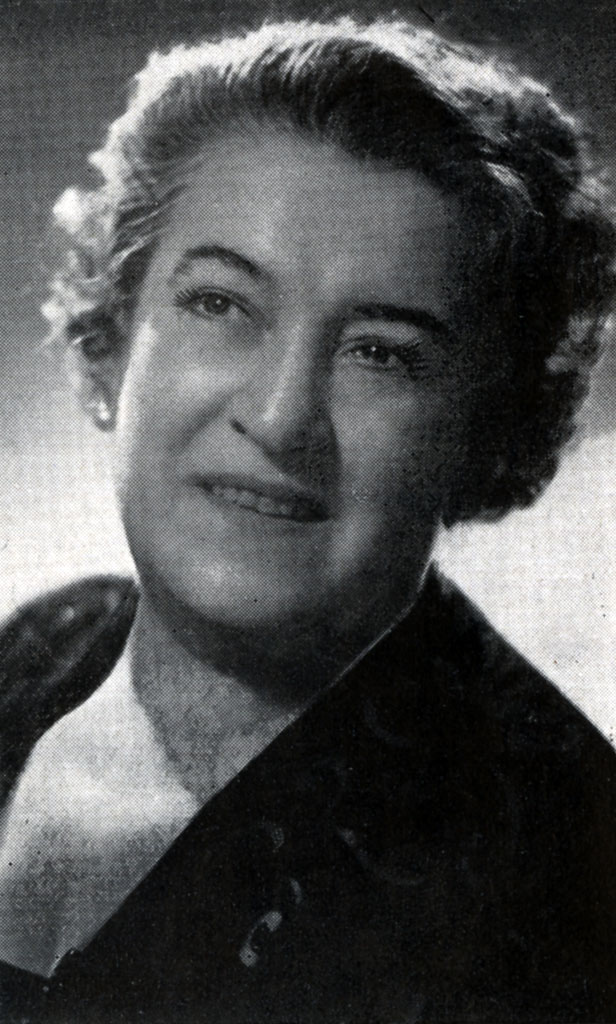
Amina Pirani Maggi (1954)

Amina Pirani Maggi (eigentlich Anna Maria Maggi, * 15. Januar 1892 in Verona; † 10. November 1979 in Rom) war eine italienische Schauspielerin.

## Leben
Pirani Maggi stand seit ihrer Kindheit auf der Bühne, wo sie zunächst in Dialektstücken zu sehen war. Erst nach ihren frühen Synchronarbeiten – sie gehörte ab 1931 zu den ersten italienischen Darstellern, die diese neue Sparte ihres Berufes ausübten – gab sie ihr Filmdebüt, konnte damit aber eine bis Mitte der 1960er Jahre andauernde Reihe von Charakterrollen beginnen. Ihre Titelliste umfasst annähernd 90 Filme. Dabei war sie auch in einigen bedeutenden Werken wie Alessandro Blasettis Altri tempi und in gelegentlichen Hollywood-Produktionen wie Henry Kosters The Naked Maja eingesetzt. Dabei wurde sie von Kritikern für ihr präzises Spiel gelobt, das sie gutmütig oder aggressiv ebenso gütige Tanten wie intrigante Klatschweiber, edle Mütter und affektierte Damen der Gesellschaft darstellen ließ.
Pirani Maggi war mit ihrem Schauspielkollegen Italo Pirani verheiratet.

## Filmografie (Auswahl)
- 1933: Il treno delle 21.15
- 1942: Una signora dell’Ovest
- 1952: Andere Zeiten (Altri tempi)
- 1952: Abenteuer in Rom (When in Rome)
- 1958: Die nackte Maja (The Naked Maja)
- 1965: Soldati e caporali